# Le Filarète

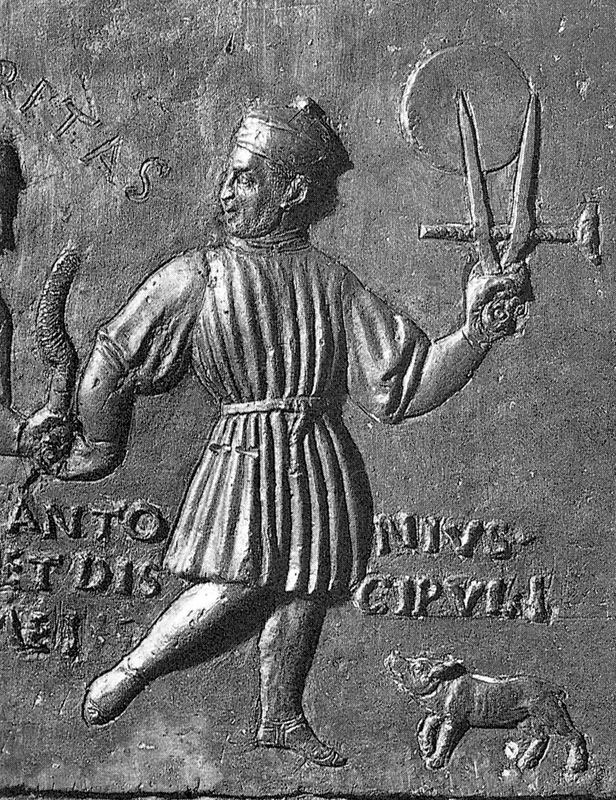
Autoportrait et signature sur la Porte du Filarète de la Basilique Saint-Pierre

Le Filarète est un sculpteur, architecte, et théoricien de l'architecture de la Renaissance italienne.
Il est né, sous le nom de Antonio di Pietro Aver[u]lino, vers 1400 à Florence où il est mort 
vers 1469.
Le nom sous lequel nous le connaissons, et qui lui a été donné dès la Renaissance, est tiré de deux mots grecs et peut se traduire par « celui qui aime la vertu ».

## Biographie

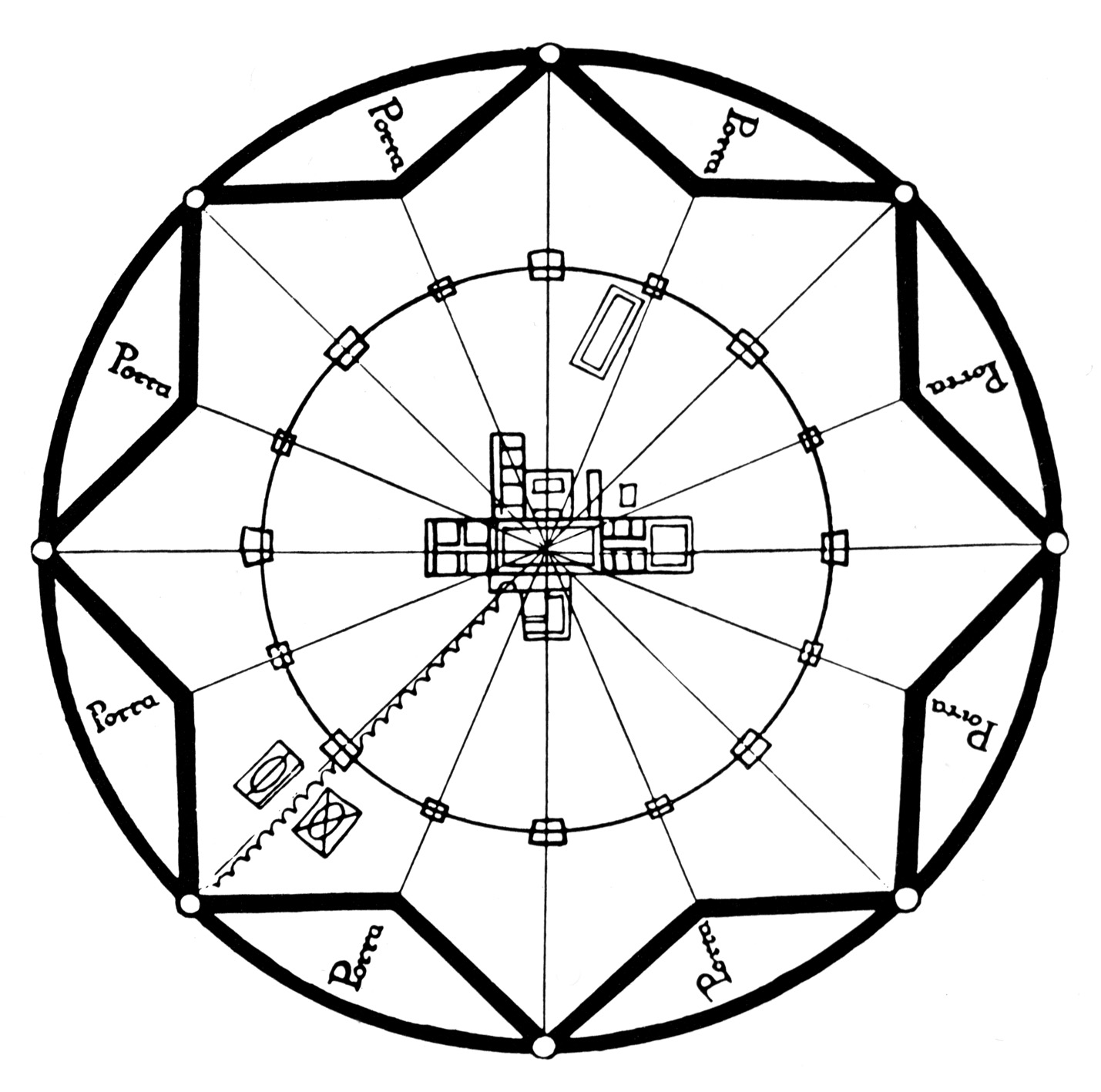
Plan de Sforzinda par le Filarète.

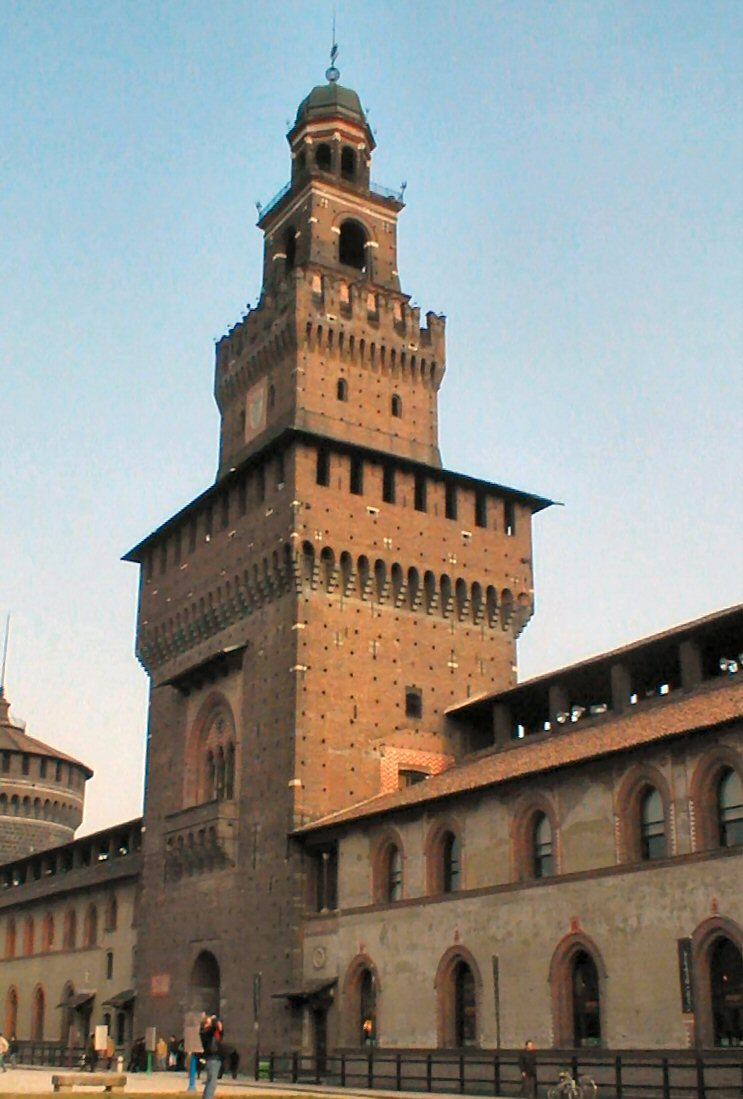
La Tour du Filarète à Milan, inspirée d'un projet de l'artiste

« Le Filarète » – ainsi qu'il est généralement appelé – est probablement né à Florence et pourrait s'être formé auprès de Lorenzo Ghiberti dont il est l'assistant pour la réalisation des portes du Baptistère. Exécutant une commande du Pape Eugène IV, Averlino met douze ans à réaliser les portes de bronze de l'ancienne basilique Saint-Pierre à Rome qu'il termine en 1445. Il y sculpte le Christ, la Vierge en majesté, saint Paul et saint Pierre, mais aussi les évènements marquants du règne du pontife, dont le concile de Florence et la réunion des Eglises grecque et romaine, prélude à la croisade. Le Filarète espère rivaliser avec les portes de bronze exécutées par Ghiberti pour le baptistère Saint-Jean (Florence). Lorsque la basilique est détruite au siècle suivant, les portes du Filarète sont démontées, mises en lieu sûr, puis réinstallées sur la nouvelle basilique.
Le Filarète quitte Rome en 1447 et voyage entre Florence, Rimini, Mantoue et Venise avant de rejoindre Milan à l'invitation de Francesco Sforza en 1451, munit d'une recommandation de Côme de Médicis. Le duc témoigne d'un véritable intérêt pour les projets architecturaux qu'il confie d'abord à son vieux compagnon d'armes Bartolomeo Gadio, puis aux deux Florentins Benedetto Ferrini et Le Filarète. Il l'emploie sur les grands chantiers qu'il entreprend à Milan, Crémone et Bergame, mais ne parvient pas à l'imposer face à l'hostilité des maîtres lombards locaux.
Le Filarète réalise la tour monumentale du château Sforza en 1452, détruite par la foudre en 1521. En 1456, Francesco Sforza l'envoie à Florence étudier les plans de l'hôpital Santa Maria Nuova et voir si son projet d'hôpital à Milan pourrait s'en inspirer. Cosme de Médicis lui fait parvenir une maquette du bâtiment. Il construit l'Ospedale Maggiore (vers 1456). L'hôpital est conçu de façon géométrique avec une croix à l'intérieur d'un carré. La chapelle de l'hôpital est prévue pour occuper le centre de la croix. Il reste des pans de l'édifice original de ce bâtiment, maintes fois reconstruit, dont le style gothique typique de l'artisanat du quattrocento jure avec le projet à l'antique du Filarète. Maître d'œuvre des projets architecturaux du duc, il travaille aussi au Castello Sforzesco et à la cathédrale de Milan. Sforza le nomme, contre l'avis des fabriciens, adjoint de Giovanni Solari qui est à la tête du chantier de la cathédrale à partir de 1452. Le Filarète ne parviendra pas à s'y imposer face aux maîtres lombards, tout comme sur le chantier de l'Ospedale qu'il doit quitter au bout de cinq ans pour être aussi remplacé par des maîtres lombards.

## Traité d'architecture
Confronté à des frustrations répétées, vers 1465, le Filarète termine son Trattato di Architettura (Traité d'architecture) en vingt-cinq volumes qu'il compose avec le soutien de l'humaniste Filelfo pour se faire le défenseur d'un style souvent rejeté en Lombardie. Ce traité, rédigé en italien à la différence de celui d'Alberti, circule largement sous forme manuscrite. Vers 1465, apparaît le Codex Maglieabechiano, copie du traité richement illustrée et dédiée à Pierre Ier de Médicis. Cette dédicace semble indiquer que le Filarète était tombé en disgrâce à Milan peu de temps après la publication de son Traité. Le Filarète qualifie le nouveau style de moderne barbare — et qu'il encourage ses lecteurs à abandonner — correspond au gothique lombard. Il prend pour modèle Ludovico Gonzaga, le mécène idéal qui ne regarde pas à la dépense et entretient des relations amicales avec son architecte.
Dédié à Francesco Sforza, le prologue, dans lequel Le Filarète proclame le statut intellectuel de l'architecte, raconte comment un architecte et son prince ont édifié deux villes, Sforzinda et Plousiapolis, « la ville riche » en grec. La majeure partie du traité, selon la mode de l'époque, se présente sous forme de dialogue, ici entre le mécène et son architecte. Ce dernier, qui a le beau rôle, enseigne à son mécène comment bien construire dans un style basé sur l'adoption des formes classiques. Il y décrit par le menu une cité imaginaire et quelque peu ésotérique, Sforzinda, ainsi nommée en l'honneur de son protecteur. La cité — qu'il compare à un corps humain idéal — s'inscrit dans l'étoile à huit branches de son enceinte fortifiée, formée par la superposition de deux carrés égaux et inscrite dans deux cercles concentriques dont le premier est le cercle circonscrit de ses douves. La ville est un microcosme qui rappelle le macrocosme, l'univers.
Le traité, dont la philosophie platonicienne est à la base, est divisé en trois parties : la manière et la construction d'une cité, la répartition des édifices, des places et des rues dans la ville, et enfin, comment faire des édifices de formes diverses comme dans l'Antiquité.
C'est le premier plan de ville idéale en forme d'étoile, conçu en réaction à l'organisation anarchique et claustrophobe de la cité médiévale. Elle est construite dans la vallée d'un fleuve, à l'abri des vents. Huit tours forment des bastions aux pointes de l'étoile, orientés selon les points cardinaux et la rose des vents, et huit portes s'ouvrent sur des avenues rayonnant à partir du centre. Chacune d'elles dessert une place publique où se tient un marché spécialisé dans certaines denrées. D'autres avenues rayonnantes possèdent leur église et leur monastère. Un système de canaux relie la cité avec le monde extérieur et sert à la circulation des biens. Au centre de Sforzinda se trouve la piazza, double carré d'un stade de long et d'un demi stade de large, avec au fond le pouvoir religieux signifié par la cathédrale, son campanile et l'archevêché, et de l'autre côté le pouvoir laïc avec le palais du prince. Les seize rues principales de la ville, bordées de canaux, une évocation de Milan, partent de la piazza. Ces rues configurent un plan radioconcentrique. Deux places plus modestes accueillent le palais communal, le palais du podestat, les prisons, la douane, l'hôtel de la Monnaie, l'abattoir, le bain public et le bordel.
Les bâtiments et leurs ornements hautement symboliques sont décrits avec minutie ; le traité fournit les calculs astrologiques nécessaires pour assurer l'harmonie de la cité, ainsi que des renseignements pratiques sur les fortifications et la découverte d'un livre d'or détaillant les bâtiments de l'antiquité classique.
L'engouement du Filarète pour le roman courtois de la fin du Moyen Âge qui transparaît dans ce traité d'architecture n'est pas du goût des penseurs plus rationnels qui lui succèdent ; Giorgio Vasari enterre le traité d'un le livre le plus ridicule et peut-être le plus stupide que j'ai jamais lu. Il faudra attendre 1894 pour que soit imprimé pour la première fois le Tractatus du Filarète, lorsque W. von Ottingen édite le Codex Magliabechiano.